# هوزاوبا سيارليني
هوزاوبا سيارليني (موسورو، 26 أكتوبر 1952) طبيبة وسياسية برازيلية. تنتمي إلى حزب الشعب، وكانت حاكمة ولاية ريو غراندي دو نورتي.

## السنوات المبكرة
وُلدت هوزاوبا سيارليني في 26 أكتوبر 1952 في موسورو، سيارليني من أصل إيطالي وحفيدة الإيطالي بيترو سيارليني أحد أول لاعبي كرة القدم المحترفين في ريو غراندي دو نورتي. هوزاوبا طبيبة أطفال حاصلة على شهادة من الجامعة الفيدرالية في ريو غراندي دو نورتي. كانت رئيسة فرع أونيميد في موسورو.
وهي متزوجة من كارلوس أوجوستو روسادو نجل الحاكم السابق ديكس-سبت روسادو ولديها أربعة أطفال: لورين وتشارلز إدوارد وكارلا ومارلوس. شقيقة زوجها هي روث سيارليني كانت ممثلة الدولة وهي الآن نائبة عمدة موسورو.

## الحياة السياسية

### حاكمة موسورو
ظهرت لأول مرة سياسيًا في عام 1988 عندما تم انتخابها عمدة لموسورو لأول مرة تحت راية حزب العمل الديمقراطي. في عام 1994 ترشحت لمنصب نائب الحاكم على لائحة حاكم برئاسة لافوازييه مايا سوبرينهو، لكنها هُزمت على يد غاريبالدي ألفيس فيلو في الجولة الأولى. تم انتخابها عمدة مرة أخرى في عام 1996 وأعيد انتخابها في عام 2000.

### سيناتور
في عام 2006 تم انتخابها سيناتور عن ريو غراندي دو نورتي بعد سباق صعب ضد السناتور آنذاك فرناندو بيزيرا، بهامش 0.76٪ من الأصوات. كانت رئيسة لجنة الشؤون الاجتماعية بمجلس الشيوخ من 2009 إلى 2010.

### محافظ حاكم
في انتخابات الولاية في ريو غراندي دو نورتي في عام 2010 تم انتخابها للحكومة في الجولة الأولى بنسبة 52.46٪ من الأصوات. نائب المحافظ هو روبنسون فاريا.